# クリストファー・ベルグルンド
クリストファー・ベルグルンド（Kristoffer Berglund、1988年2月8日 - ）は、スウェーデンの俳優。

## 出演作品
- シンプル・シモン